# 赤塚健利
赤塚 健利（あかつか けんと、2001年7月1日 - ）は、静岡県磐田市出身のプロ野球選手（投手）。右投右打。広島東洋カープ所属。

## 経歴

### プロ入り前
磐田市立福田小学校で1年生の時に福田本町スポーツ少年団で野球を始める。磐田市立福田中学校在学時は硬式野球のクラブチームである掛川シニアでプレーしていた。
中京学院大学附属中京高等学校（現：中京高等学校）に進学し、1年秋からベンチ入り。3年夏は背番号18の控え投手として第101回全国高等学校野球選手権大会に出場し、6試合に救援登板してベスト4進出に貢献。変化球はほとんど投げず、最速148km/hの動く速球で押し切った。同学年に藤田健斗、1学年下に元謙太がいた。プロ志望届を提出したが、2019年のドラフト会議での指名はなかった。
高校卒業後は中京学院大学に進学し、先発に転向。2年秋のリーグ戦から台頭し、3試合で完封勝利を記録した。また、大学日本代表の強化合宿にも参加した。
2023年10月26日に開催されたドラフト会議にて、広島東洋カープから5位指名を受け、11月15日に契約金3500万円、年俸700万円（金額は推定）で仮契約した。背番号は35。

### 広島時代
2024年は6月8日のウエスタン・リーグ、対くふうハヤテ戦（由宇）の9回表にクローザーとしてプロ二軍初登板、1イニングを1四球無安打無失点に抑えた。この年はウエスタン・リーグで13登板（13投球回）1勝0敗、防御率3.46の成績を収め、一軍登板は無かった。

## 人物
身長195cmと長身で、小学校卒業時にはすでに175cm、中学2年時に193cmだった。
2024年1月の新人合同自主トレに於いて、専用機器による下半身筋力（床反力）測定の結果、7000Wの球団最高記録をマークした。基準値5500Wを遥かに超え、野手陣や外国人選手の記録を凌駕するものだった。球速、スイングスピードと相関性が高い数値とされている。

## 詳細情報

### 背番号
- 35（2024年 - ）